# Central Park Praha
Central Park Praha je developerský název uzavřeného rezidenčního komplexu (kondominia) s 547 byty vybudovaného v letech 2006–2009 v Praze na Žižkově mezi parkem na Vrchu svatého Kříže (Parukářkou) a nákladovým nádražím Žižkov. Investor CP Praha s.r.o. na pozemku ohraničeném ulicemi Malešická, Ke Kapslovně a Pitterova, původně určeném pro "sport a rekreaci", vybudoval deset prosklených výškových budov uspořádaných do tvaru podkovy propojených trojpodlažními terasovitými řadovkami. K developerem přislíbené výstavbě sportovišť včetně bazénu a golfového odpaliště nedošlo.
Investor je vlastněn realitním fondem CPDP ovládaným Českou spořitelnou, který do projektu investoval více než miliardu korun. V lednu 2015, kdy stále ještě vlastnil zhruba 13 % projektu, na sebe podal insolvenční návrh pro neschopnost řádně a včas splnit podstatnou část svých závazků, zejm. nesplacenou jistinu ve výši 786 mil. Kč z úvěru na výstavbu u UniCredit Bank Czech Republic and Slovakia.

## Historie projektu

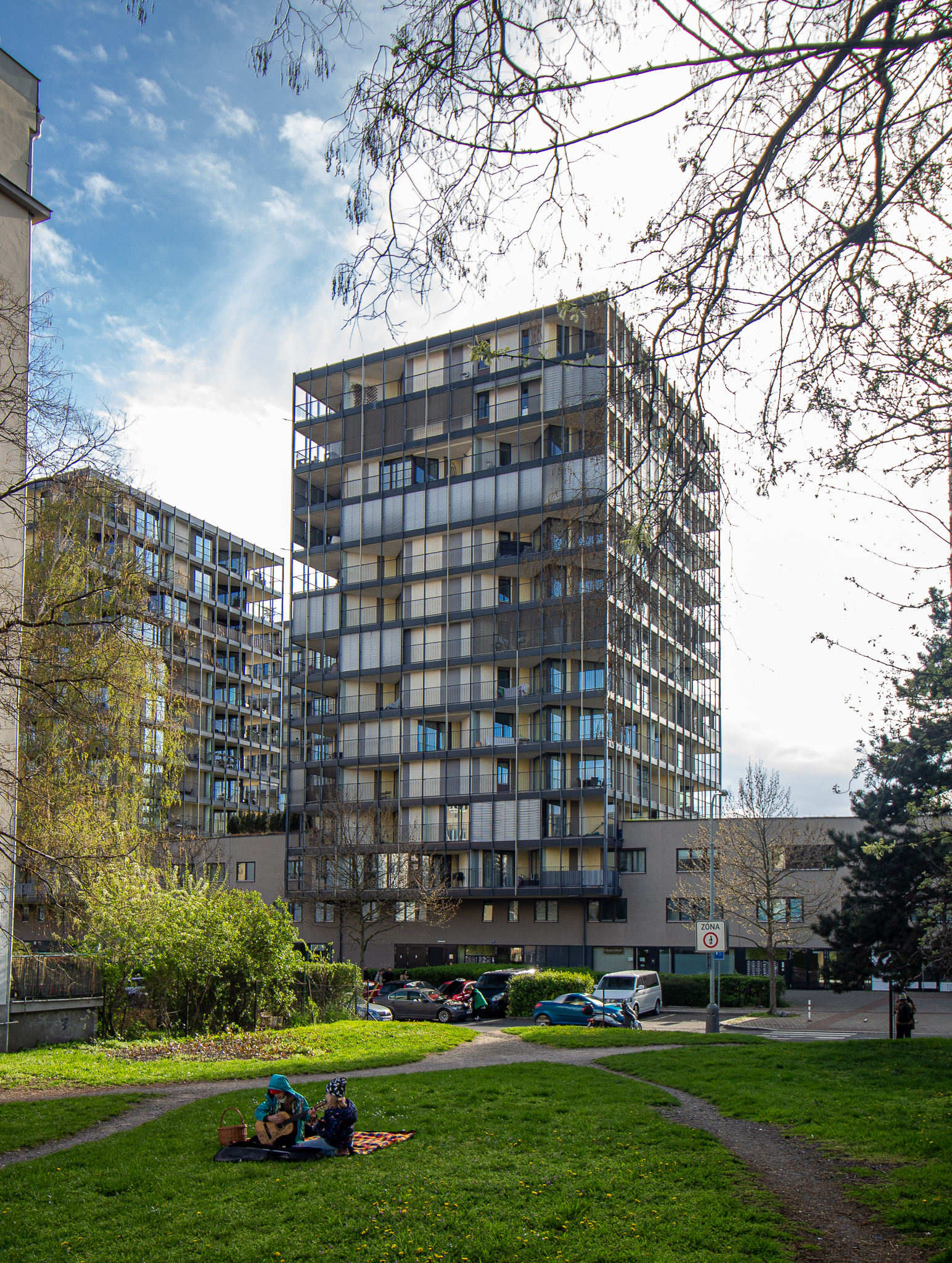
Jedna z budov komplexu Central Park Praha

### Záměr
Původně územní plán počítal v místě s vybudováním fotbalového stadionu, proto dnešní ulice Ke Kapslovně, která vede po východní straně pozemku, nesla až do 5. srpna 2008 název U stadionu. Rada městské části Praha 3 prosazovala název "U Central parku", který však nebyl přijat.
Autorem záměru byl Milan Ganik, který po mnoho let žil u okraje Central Parku v New Yorku. Založil firmu Central Park Praha Development (CPPD), která pro výstavbu obytného celku vypsala v roce 2003 mezinárodní soutěž, v níž vyzvala k účasti 28 architektů z celého světa. Zvítězila česká architektonická kancelář A69 architekti, která již měla za sebou úspěch v soutěži na bytový komplex Villa Park Strahov, dokončený roku 2003. Roku 2006 byla založena investorská společnost CP Praha, s. r. o.

### Projekt
Autory projektu jsou Boris Redčenkov, Prokop Tomášek a Jaroslav Wertig z ateliéru A69 architekti.
Projekt byl inspirován původně zamýšleným stadionem. Jedná se o komplex budov, z nějž vystupují výrazné věžové domy, uspořádaný do půdorysu podkovy (v místech, kde původně byly plánovány tribuny stadionu) otevřené směrem k parku Parukářka, ze zbylých třech stran k němu přiléhají ulice Malešická, Ke Kapslovně (původně U Stadionu) a Pitterova. Uvnitř bloku budov (kde původně měla být plocha hřiště) se nachází neveřejný park.
Byty jsou rozděleny do dvou typů. Trojpodlažní terasové řadovky se strmými zatravněnými střechami jsou schované do terénního valu navazujícího na vnitřní park, druhý typ bytů měly pojmout tři 23patrové věže vyrůstající z této nízké podnože. Kvůli nadměrné výšce, která by příliš narušila panorama, však byly tyto věže nahrazeny deseti věžemi o výšce menší než poloviční oproti původnímu záměru. Původně měla být jednotlivá patra věží osázena samostatnými rodinnými domy s obřími lodžiemi. Nahrazení tří věží deseti věžemi způsobilo problémy s přílišnou blízkostí věží, která by mohla narušit výhledy a soukromí – projektant problém vyřešil tak, že posunul vnitřní dispozice objektů o 45°. Některé byty jsou orientovány do čtyř světových stran a je možné je obejít zvenčí terasou, která je po celém obvodu bytu. Komplex je vybaven podzemními parkovišti i sklepy.
Správce objektu zajišťuje pro obyvatele prostřednictvím recepce v nepřetržitém provozu služby osobní asistence jako například drobné domácí práce, kontrola bytu v době nepřítomnosti, osobní asistence ohledně pošty, donášky jídla či léků, jednání s úřady, překladatelských služeb atd., nadstandardně též péči o automobil, úklidové a prádelní služby, stěhovací službu, technická služba pro počítače a internet aj.
Projekt byl kritizován kvůli tomu, že je objekt pojatý jako uzavřený, ukrajuje tak z veřejného prostoru a vytváří uzavřenou komunitu.

### Výstavba
Generálním dodavatelem byla firma Geosan Group, a. s. Během výstavby byly kvůli problémům několikrát pozastaveny stavební práce (například na podzim 2008), projekt i po vydání stavebního povolení a započetí stavby byl několikrát výrazně upravován v reakci na situaci na realitním trhu, počet plánovaných bytů kolísal od 300 velkých po 900 menších (konečný stav je 547, 545 či 540 bytů). Kvůli finančním a tržním problémům však nebylo realizováno původně plánované sportovně-rekreační vybavení (samostatné fitcentrum s bazénem a restaurací v ceně 0,2 miliardy) a úsporami utrpělo i materiálové vybavení společných prostor a přístupových chodeb k bytům.
Výstavba byla zahájena v roce 2005 a dokončena v roce 2009, první třetina projektu (180 bytů) však byla zkolaudována již v červenci 2008.
Stavba stála asi 4,3 miliardy Kč (původní odhady byly 3,7 miliardy). Záměr kalkuloval s celkovou tržbou za prodej bytů 5,3 miliardy Kč.
Stavbu financovaly UniCredit Bank a Česká spořitelna, které požadovaly finanční účast developera ve výši 15 procent. Developer vložil do projektu 370 milionů, dodavatelský úvěr 180 milionů poskytla kolínská stavební firma Geosan podnikatele Luďka Kostky, která tak získala zakázku na výstavbu celého areálu. Již v roce 2007 docházelo ke zpožďování plateb a dodávek, přičemž investor a dodavatel na sebe svalovali vinu za to, kdo za zpoždění může. Investor navyšoval náklady a rozhodl se například zvýšit podíl bytů s klimatizací ze 30 % na 100 %, zatímco propukala hospodářská krize a snižovala se ochota bank poskytovat úvěry. Po kolaudaci první třetiny bytů přestaly banky dodavateli proplácet práce a firma Geosan proto v září 2008 zastavila práce. Dokončení výstavby umožnil v únoru 2009 silnější kapitálový vstup realitního fondu CEE Property Development Portfolio (CPDP), v němž má Česká spořitelna pětinový podíl, a zvýšení jeho podílu na téměř 100 procent.

### Prodej bytů
Ačkoliv do července 2008 si byty rezervovalo 340 zájemců, kteří očekávali, že do prosince téhož roku byt dostanou, kvůli zpoždění projektu ale rezervační smlouvy pozbyly platnosti a 180 klientů zájem ztratilo. V jiných obdobných projektech je obvyklé, že své rezervace zruší kolem 1,5 až 2 % zájemců.
takže v době dokončení stavby bylo prodáno pouze 30 z 545 bytů a dalších 20 smluv bylo v jednání. Ředitel odhadoval, že prodej všech bytů bude trvat další jeden či dva roky.
Cena bytů se v roce dokončení projektu pohybovala kolem 80 až 120 tisíc Kč/m², tj. asi dvojnásobek obvyklé pražské ceny. V lednu 2010 bylo ještě volných 383 bytů v ceně od 4 milionů do 50 milionů Kč.
Cena zhruba 250 již více než dva roky dokončených bytů se od 1. února 2012 snížila v průměru o 750 000 Kč ale u některých "terasových domů" až o 40% z původní ceny bytu. Byt bylo poté možné koupit již od 55 tisíc Kč/m², a to včetně DPH, sklepa a parkovacího stání. Nejlevnější jednopokojový byt (41 m²) v žižkovském komplexu nově stál 2,6 milionu korun včetně DPH. Naopak nejdražší penthouse (350 m²) zlevnil o necelou pětinu na 25,5 milionů korun.

## Ocenění
Ateliér A69 – architekti získal v roce 2010 za Central Park Praha ocenění Grand Prix architektů - Národní cenu za architekturu cenu v kategorii Novostavba.